# Sinomicrurus kelloggi
Espèce
Synonymes
- Hemibungarus kelloggi Pope, 1928
- Calliophis wongii Fan, 1931

Statut de conservation UICN

 LC  : Préoccupation mineure
Sinomicrurus kelloggi est une espèce de serpents de la famille des Elapidae.

## Répartition
Cette espèce se rencontre au Viêt Nam, au Laos et en République populaire de Chine.

## Description
L'holotype de Sinomicrurus kelloggi mesure 774 mm dont 70 mm pour la queue. Cette espèce a la tête noire et porte en tache blanche en forme de V. Son dos est brun pourpre et taché notamment de 22 marques transversales noires cerclées de clair. Sa face ventrale est blanc laiteux taché de 49 marques noires de taille variable.

## Étymologie
Cette espèce est nommée en l'honneur de Claude Rupert Kellogg (1886-1977), de la Fukien Christian University, qui a consacré sa vie à l'enseignement de la zoologie en République populaire de Chine.

## Publications originales
- Pope, 1928 : Seven new reptiles from Fukien Province, China. American Museum Novitates, n. 320, p. 1-6 (texte intégral).